# 합의 의사결정

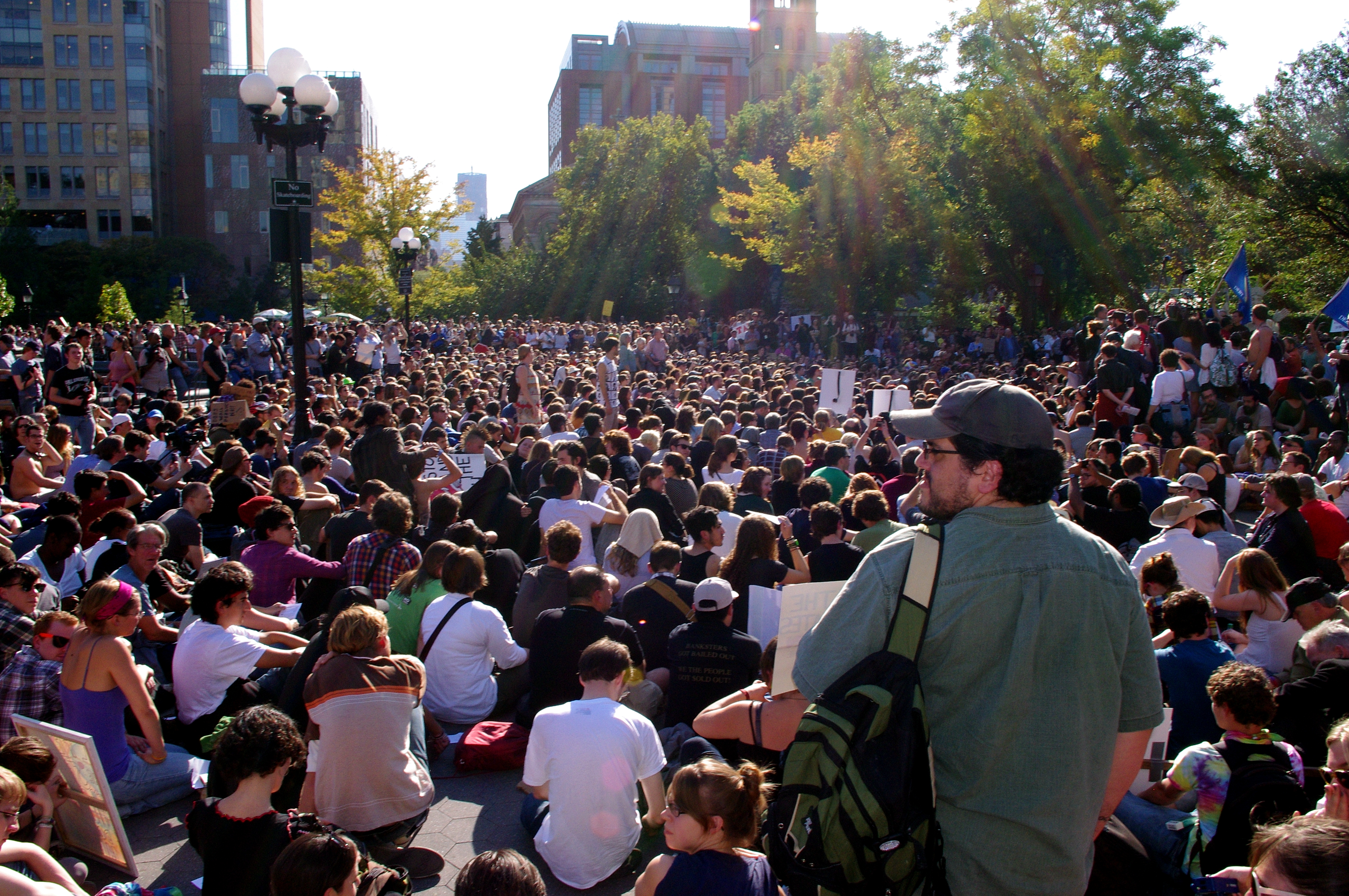
월가를 점거하라에서의 대중들(2011년). 사람들이 합의을 요구하고 있다.

합의 의사결정 (合意意思決定, 영어: consensus decision-making)은 이해관계자의 의견의 일치를 도모하는 것이다. 특히 논의 등을 통해서, 관계자의 근저에 있는 다양한 가치를 표면화시켜, 의사결정에 두어 상호의 의견의 일치를 도모하는 과정을 말한다. 의견 일치라고도 한다. 특히 국민 전체의 합의 의사결정을 도모하는 것을 국가 의견 일치, 합의 의사결정을 도모하는 과정을 합의 의사결정 과정이라고도 말한다.

## 개요
실례로는, 1980년대에 덴마크에서 발달한 의견 일치 회의를 들 수 있다.
근년의 일본에서는 조직 내는 물론, 지방자치의 분야에서 지역의 마을 만들기에 대해 시민의 의견을 시정이나 마을 만들기에 반영시키는 행정 참여(시민 참가)의 형식으로 행해지는 것이 많다. 이러한 마을 만들기에서의 합의 의사결정의 사례가 빈번한 가운데, 많은 시읍면에 대해 지구별로 행정이나 시민이 논의하는 공장이나 시읍면의 공공정책의 의사결정 과정에 시민을 참가시키는 주민 관련, 인터넷 등 정보 통신 기술을 이용한 합의 의사결정 수법의 대안, 혹은 시읍면이 시정 운영 향기나 일정한 테마에 대해 시민의 의견을 모집하는 공개 코멘트 등 여러 가지 합의 의사결정 수법이 이용되게 되었다. 또 공장을 활용한 합의 의사결정 수법에 대해 여러 가지 과학기술을 활용한 프로그램을 이용하는 합의 의사결정 지원 시스템 등도 개발되고 있다. 향후, 이러한 사례를 밟으면서 행정과 시민의 파트너십을 보다 진전시키는 합의 의사결정 시스템이 구축되고 있다.
또, 주로 원자력이나 환경 문제 등을 중심으로, 일정한 위험에 대해 행정, 시민이나 기업이 정보를 공유해, 의견의 일치를 도모하는 대처로서 위험 의사소통이라는 것도 있는데, 이것도 합의 의사결정의 하나라고 할 수 있다. 또, 합의 의사결정 자체를 논의하는 학문이 있다.

## 합의 의사결정 제도
공공 공간에서의 논의의 조건으로서 '논의의 장소의 설정, 논의의 공개, 충분한 정보 제공'을 공정하게 지켜지는 제도 만들기가 필요하다는 지적이 있다.. 특정의 협정이 연결된 공동체의 개입을 막는 전제가 필요하기 때문에, 명확화를 도모해 지식을 공유화하는 것으로 특정의 협정을 명시지로 한다. 이것에 의해 직접 관여하지 않는 이해관계자에 대해서도 판단 재료를 제공한다.
또 이익에 의한 기초를 두는 의견의 재구축이나 진행촉진자의 개재, 이해관계자 간의 신뢰 구조, '운영 방법, 비방 중상의 금지, 대안의 제시, 의사 개요의 승인 방법'이라는 공통의 법 만들기 등, 여러 가지 합의 의사결정을 위한 궁리가 논의되어 실천되고 있다.

## 참고 문헌
- 토목 학회 '합의 의사결정론-총론 찬성·각론 반대의 딜레마' 토목 학회 (토목학회지총서), 2004년. ISBN 9784810604696.
- 원과유키히코 '시민참가와 합의 의사결정 - 도시와 환경의 계획 만들기' 학예 출판사, 2005년. ISBN 9784761523701.

## 같이 보기
- 합의
- 협동
- 의사결정
- 동조
- 동조 압력
- 거친 합의
- 브레인 스토밍
- 지식 경영
- 공장
- 얼터너티브
- 촉진
- 공적 활동 기획(영어: public action program)
- 주민 관련
- 주민 참가
- 타운 미팅 (대화 집회)